# Pseudotrogulus mirim
Pseudotrogulus mirim is een hooiwagen uit de familie Gonyleptidae.